# Wilhelm Vocke

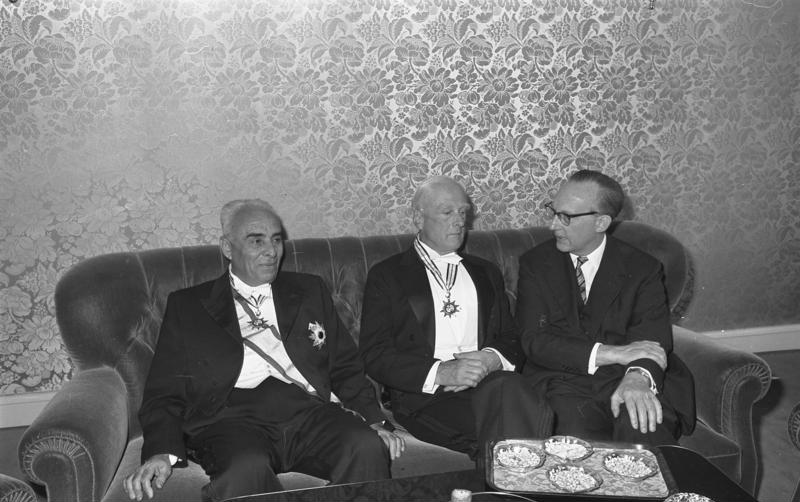
Vocke (mittig), 1960

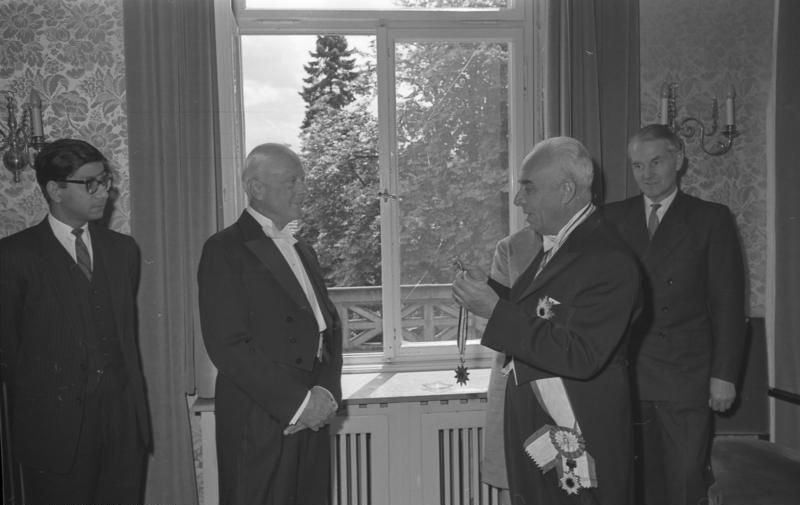
Wilhelm Vocke 1960 bei einer Auszeichnung durch die pakistanische Botschaft

Wilhelm Vocke (* 9. Februar 1886 in Aufhausen, Ortsteil von Forheim; † 19. September 1973 in Frankfurt am Main; vollständiger Name: Wilhelm August Theodor Vocke) war ein deutscher Finanzfachmann.

## Kindheit, Schulzeit und Studium
Vocke wurde am 9. Februar 1886 als einer von drei Söhnen des evangelischen Pfarrers in Aufhausen geboren und verlebte seine Kindheit in Mosbach, wohin der Vater drei Jahre später versetzt wurde. Ab 1895 besuchte er das Ansbacher Gymnasium.
Nach Beendigung der Schulzeit ging er an die Friedrich-Alexander-Universität Erlangen-Nürnberg, um dort die Jurisprudenz zu studieren, anstelle von Medizin oder Theologie. Während seines Studiums wurde er 1904 Mitglied der christlichen Studentenverbindung Uttenruthia Erlangen im Schwarzburgbund. In der Uttenruthia bildeten sich Freundschaften u. a. mit Wilhelm Stählin und Friedrich Rittelmeyer. Nach der juristischen Zwischenprüfung in Erlangen wechselte er für sein weiteres Studium zum Sommersemester 1906 nach Rostock und anschließend nach Berlin.

## Berufliche Tätigkeit

### Laufbahn bis 1945
Nach seiner Tätigkeit im Berliner Patentamt wurde er in die oberste Reichsbehörde des Inneren berufen, unter der Leitung des Staatssekretärs Clemens von Delbrück, gefolgt von Karl Helfferich.
Von 1919 bis 1939 war er Mitglied im Direktorium der Deutschen Reichsbank.
In einem Brief vom 7. Januar 1939 an Adolf Hitler wies Vocke zusammen mit anderen Reichsbank-Direktoren auf die Erschöpfung der Goldreserven und die Gefahr einer Inflation hin; auf eigenes Ersuchen wurde Vocke am 1. Februar 1939 von Hitler aus seinem Amt entlassen. Ursache der angespannten Finanzlage des Deutschen Reichs war die Aufrüstung der Wehrmacht.
Im Rahmen der Nürnberger Prozesse wurde Vocke als Zeuge der Verteidigung zu Hjalmar Schacht vernommen, der von Dezember 1923 bis 1930 und dann wieder von März 1933 bis 1939 an Reichsbankpräsident und damit Vorgesetzter von Vocke war.

### Präsident Bank deutscher Länder und der Deutschen Bundesbank
Vom 20. Mai 1948 bis 31. Dezember 1957 war Vocke Präsident im Direktorium der Bank deutscher Länder. Als am 1. August 1957 die Deutsche Bundesbank ihre Tätigkeit aufnahm, wurde er bis 31. Dezember 1957 der erste Präsident der Institution. Nachfolger wurde Karl Blessing. Er galt als strenger Verfechter einer stabilen Währung und veranlasste auch konjunkturpolitisch unpopuläre Maßnahmen wie mehrfache Erhöhung des Diskont- und des Lombardsatzes. Sein Einsatz für eine stabile Währung stand im Gegensatz zur damaligen Politik, weshalb sich der Konflikt zwischen ihm und Adenauer zusehends zuspitzte. Vocke erhielt zu seinem Ausscheiden von Bundespräsident Theodor Heuss das Bundesverdienstkreuz.
Der Spiegel schrieb zu seinem Ausscheiden unter anderem:

„Besonders BdL-Präsident Vocke hatte sich den Zorn des Kanzlers zugezogen, weil er die Währungspolitik ohne Rücksicht auf die laienhaften Vorstellungen und tagespolitischen Wünsche Konrad Adenauers führte. Vocke fürchtete mehr als einmal mit gutem Grund, das deutsche Wirtschaftswunder drohe den Bonner Regierern zu Kopf zu steigen, und demonstrierte bei solchen Anlässen, daß die Macht des Kanzlers vor den Toren der Notenbank endet. Den Kanzler hatte die herablassende Kühle des Bankmannes Vocke schon von jeher geärgert.“

## Werke (Auswahl)
- Die Währung des Sparers. Frankfurt am Main 1950
- Gesundes Geld. Gesammelte Reden und Aufsätze zur Währungspolitik. Mit einer Einleitung von Volkmar Muthesius. Schriftenreihe zur Geld- und Finanzpolitik, Band 1. Frankfurt am Main 1956
- Um die Stabilität der Währung. Köln 1957
- Der Preis für eine stabile Währung. Köln 1958
- Der Weg zur nationalen und internationalen Stabilerhaltung des Geldwertes [Vortrag]. Essen 1962
- Memoiren – Die Erinnerungen des früheren Bundesbankpräsidenten. Stuttgart 1973